# Rózsaszínlábú vészmadár
A rózsaszínlábú vészmadár (Ardenna creatopus) a madarak (Aves) osztályának a viharmadár-alakúak (Procellariiformes) rendjébe, ezen belül a viharmadárfélék (Procellariidae) családjába tartozó faj.

## Rendszertani besorolása
Ezt a madarat korábban a Puffinus nevű madárnembe sorolták, azonban az újabb mitokondriális DNS-vizsgálatok következtében a kutatók a rózsaszínlábú vészmadarat és még 6 másik fajt áthelyezték egy újrahasznosított taxonba, az Ardennába.

## Előfordulása
A rózsaszínlábú vészmadár előfordulási területe a Csendes-óceán keleti fele; Hawaiitól egészen az Amerikák partjáig.

## Megjelenése
A fej-testhossza 48 centiméter, a szárnyfesztávolsága pedig 109 centiméter. A háti része szürkésbarna. A hasi része világosabb árnyalatú; példánytól függően kisebb-nagyobb mértékben barna foltozással. A tollazat nélküli bőre, például a lábain – ahonnan a neve is ered –, rózsaszín. Csőrének vége sötét. A fajon belül nincs nemi kétalakúság; a fiatal is nagyon hasonlít a felnőttre.

## Életmódja
A tápláléka halakból, fejlábúakból és rákokból áll. Földbe vájt üregekben fészkel.

## Források

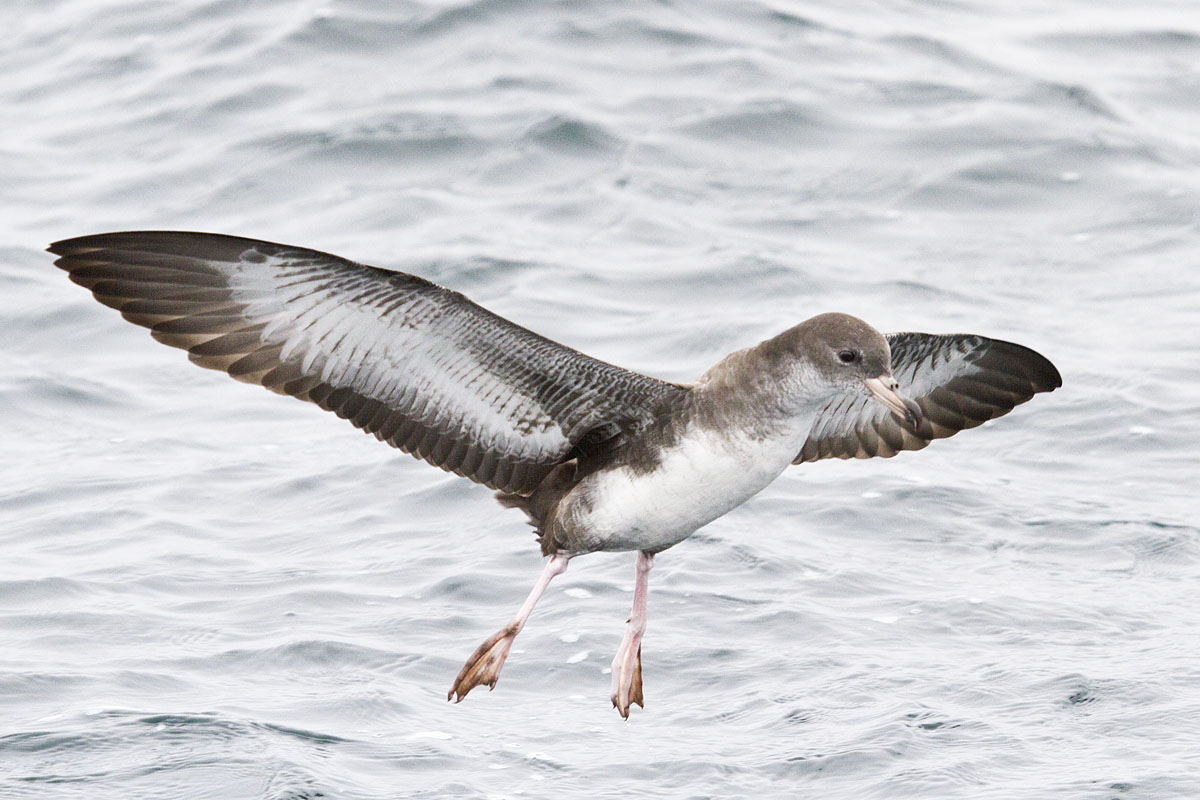

### Fordítás
- Ez a szócikk részben vagy egészben  a   Pink-footed shearwater című angol Wikipédia-szócikk ezen változatának fordításán alapul.  Az eredeti cikk szerkesztőit annak laptörténete sorolja fel. Ez a jelzés csupán a megfogalmazás eredetét és a szerzői jogokat jelzi, nem szolgál a cikkben szereplő információk forrásmegjelöléseként.